# Atlatlia grisea
Atlatlia grisea är en tvåvingeart som beskrevs av Daniel J. Bickel 1986. Atlatlia grisea ingår i släktet Atlatlia och familjen styltflugor. Inga underarter finns listade i Catalogue of Life.